# Papa Demba Camara
Papa Demba Camara (Pout, 16 gennaio 1993) è un calciatore senegalese, portiere svincolato.

## Carriera

### Club
Nel corso degli anni ha giocato complessivamente 2 partite nella prima divisione francese (oltre a 11 partite in seconda divisione) con la maglia del Sochaux. Tra il 2016 ed il 2020 ha giocato nel Grenoble, con cui ha giocato 16 partite in seconda divisione e 4 partite in terza divisione. Dopo un'intera stagione trascorsa da svincolato, nella stagione 2021-2022 ha giocato 18 partite nella quarta divisione francese con lo Stade Plabennecois; trascorre la stagione 2022-2023 nella medesima categoria, al Créteil-Lusitanos.

### Nazionale
Ha partecipato al Campionato africano Under-23 2011, ai Giochi Olimpici del 2012 ed alla Coppa d'Africa del 2015.

## Palmarès

### Club

#### Competizioni nazionali
- Championnat de France amateur: 1

Grenoble: 2016-2017